# Banks (Alabama)
Banks város az USA Alabama államában, Pike megyében. Lakosainak száma 156 fő (2020. április 1.).

## Népesség
A település népességének változása:

| 2010 | 179 |
| 2020 | 156 |